# Natalie Grant (album)
Natalie Grant è il primo ed eponimo album in studio della cantante statunitense Natalie Grant, pubblicato nel 1999.

## Tracce
1. Heavenly – 3:33
2. We Are All the Same – 4:30
3. I Am Not Alone – 4:43
4. The Way It Is With Love – 4:59
5. When You Walked Into My Life – 4:00
6. There Is a God – 3:48
7. Waiting for a Prayer – 3:48
8. One Child – 5:07
9. Crosses and Crowns – 4:38
10. At Your Feet – 4:53